# Hollis Sigler
Hollis Sigler (Gary, Indiana, 1928 - 2001) fue una pintora, dibujante y grabadora estadounidense. Se licenció en Bellas Artes por el Moore College of Art y luego obtuvo el máster en la escuela del Instituto de Arte de Chicago. Realizó pinturas en un estilo naïf como reacción feminista a lo que consideraba una sociedad patriarcal. En la colección permanente del Museo Nacional de Mujeres Artistas, en Washington D. C., se conservan varias obras de esta autora:
- There Is a Doubt, She Could Be Right, («Existe una duda, ella puede estar en lo cierto»), 1982
- She Always Thought She Was Wrong, («Existe una duda, ella puede estar en lo cierto»), 1982
- They Were Right, They Are Perfect, («Ellos tenían razón, son perfectos»), 1982
- She Was Tired of Filling Her Heart with Hopeless Dreams, («Ella estaba cansada de llenar su corazón con sueños sin esperanza»), 1982
- She Has Been There Since the Beginning..., («Ella ha estado allí desde el principio...»), 1989
- She Is the Beauty of the Green Earth..., («Ella es la belleza de la verde Tierra...»), 1989
- Following the Ghosts of Our Grandmothers into the Future, («Siguiendo los fantasmas de nuestras abuelas hacia el futuro»), 1992
- To Kiss the Spirits: Now, This Is What It Is Really Like, («Besar a los espíritus: así es realmente»), 1993
- The Fates Do Exist, («Existen los hados»), 1995
- The Only Permanence is Change, («La única permanencia es el cambio»), 1995
- Stepping Outside of Her Life, («Dando un paso fuera de su vida»), 1996
- Taking Stock of Her Situation, («Examinando críticamente su situación»), 1996
- The Lady Lost Something. Will She Find It Again?, («La dama perdió algo. ¿Lo encontrará de nuevo?»), 1997